# ТЕС Сан-Рок
ТЕС Сан-Рок (San Roque) – теплова електростанція на півдні Іспанії, в районі Альгесірасу. 
В 2011 році на майданчику станції ввели в дію два однотипні парогазові блоки комбінованого циклу одиничною потужністю біля 400 МВт (є відомості, що офіційно блоки номіновані на 397 МВт та 402 МВт). Кожен блок має одну газову турбіну, що через котел-утилізатор живить одну парову турбіну. Паливна ефективність блоків становить 57 (за іншими даними – навіть 60) %. 
Як паливо станція використовує природний газ, який надходить до регіону по відгалуженню від трубопроводу Таріфа – Кордова.
Для технологічних потреб використовують морську воду.
Видача продукції відбувається під напругою 220 кВ.